# 維利基茨基島 (喀拉海)

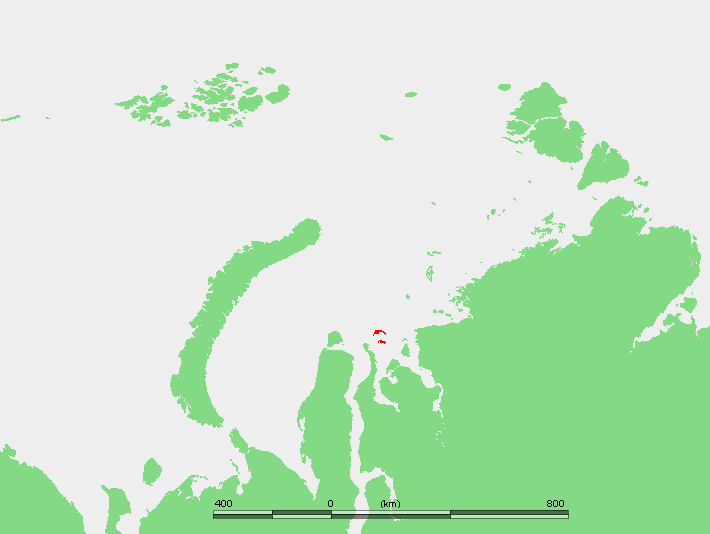

維利基茨基島是俄羅斯的島嶼，位於鄂畢灣和葉尼塞灣之間的喀拉海東部，距離紹卡利斯基島40公里，由秋明州負責管轄，長42公里、寬9公里，最高點海拔高度70米。
73°28′N 75°45′E / 73.467°N 75.750°E